# Fußball-Regionalliga Süd (Frauen)
Die Fußball-Regionalliga Süd der Frauen war in Süddeutschland (Baden-Württemberg, Bayern und Hessen) von Sommer 2000 bis Sommer 2004 die zweithöchste und ist seit Sommer 2007 die dritthöchste Spielklasse im Frauenfußball. Sie untersteht dem Süddeutschen Fußballverband.

## Geschichte
Die Regionalliga Süd nahm erstmals im Jahr 2000 den Spielbetrieb auf. Zur damaligen Zeit war die Regionalliga die zweithöchste Spielklasse. Mit dieser Regionalliga sollte die Kluft zwischen der Bundesliga und den Oberligen verringert werden. Der Meister der Regionalliga qualifizierte sich für die Aufstiegsrunde zur Bundesliga, während die drei letztplatzierten Mannschaften absteigen mussten.
In der ersten Saison gab es keinen sportlichen Absteiger. Drei Vereine zogen ihre Mannschaften zurück, so dass auch der Tabellenletzte, der sportlich überforderte VfL Ehingen, in der Klasse verbleiben konnte. Es sollten die einzigen Rückzüge sein. Erster Meister wurde der SC Freiburg, der auch den Aufstieg in die Bundesliga schaffte. In der zweiten Saison schaffte es der 1. FC Nürnberg den Titel zu holen. Die Bundesligarückkehr wurde nicht geschafft. Dafür wiederholten die Clubberinnen 2003 das Kunststück, das ihre männlichen Kollegen in den späten sechziger Jahren bereits geschafft hatten–allerdings in der Bundesliga: Ein Jahr nach der Meisterschaft stieg die Mannschaft ab. Die dritte Meisterschaft ging an den SC Sand.
Nach der Einführung der 2. Bundesliga wurde die Liga 2004 aufgelöst, da sich die Vereine aufgrund der großen Entfernungen gegen das Fortbestehen der Regionalliga aussprachen. Mit dieser Entscheidung nahmen die Vereine in Kauf, dass die Oberligameister in einer Qualifikationsrunde den Aufsteiger in die 2. Bundesliga ermitteln mussten.
Zur Saison 2007/08 führte der Süddeutsche Fußballverband die Regionalliga mit 10 Teilnehmern wieder ein. Zur Saison 2012/13 wurde diese auf 12 Teilnehmer, zur Saison 2018/19 auf 14 Teilnehmer vergrößert. Seit Saison 2022/23 wurde diese auf 12 oder 13 verkleinert.

## Modus
Die Regionalliga Süd besteht aus 14 Mannschaften, die im Ligasystem gegeneinander antreten. Ein Sieg wird mit drei, ein Unentschieden mit einem Punkt belohnt. Bis 2019 war die punktbeste Mannschaft Meister und konnte in Relegationsspielen gegen einen Meister der anderen Regionalliga-Staffeln sportlich in die 2. Bundesliga aufsteigen. Seit der Saison 2020/21 steigt der Meister der Regionalliga Süd unmittelbar und direkt auf. Verzichtet der Meister auf den Aufstieg, oder kann eine zweite Mannschaft nicht aufsteigen, da bereits die Erste Mannschaft in der 2. Bundesliga spielt, kann das Aufstiegsrecht an die nächst bestplatzierte und aufstiegsberechtigte Mannschaft weitergereicht werden. Im Gegensatz zum Männerfußball dürfen auch zweite Mannschaften in die 2. Bundesliga aufsteigen.
Auf der anderen Seite der Tabelle steigen die drei letztplatzierten Mannschaften in die jeweilige Oberliga ab. Die Absteiger werden durch die Meister der Oberligen Baden-Württemberg, Bayern und Hessen ersetzt. Steigen zwei oder mehr Mannschaften aus der 2. Bundesliga in die Regionalliga Süd ab, so erhöht sich der Abstieg aus der Regionalliga entsprechend.
Zieht ein Verein vor dem Beginn der Saison beziehungsweise während der Saison seine Mannschaft zurück, so wird diese automatisch an das Tabellenende gesetzt und gilt als Absteiger.

## Aktuelle Teilnehmer
Saison 2025/26 (Liste bearbeiten) 
Für die Spielzeit 2025/26 qualifizierten sich die folgenden Vereine:
- die Absteiger aus der 2. Frauen-Bundesliga 2024/25:
  - SC Freiburg II
  - SV 67 Weinberg
- die verbleibenden Mannschaften der Regionalliga 2024/25:
  - KSV Hessen Kassel (vormals TSV Jahn Calden)[2]
  - Eintracht Frankfurt III
  - TSG 1899 Hoffenheim II
  - Karlsruher SC
  - FFC Wacker München
  - Kickers Offenbach
  - FSV Hessen Wetzlar
  - SC Sand II
- die Aufsteiger aus den untergeordneten Ligen 2024/25:
  - VfL Herrenberg (Baden-Württemberg)
  - SpVgg Greuther Fürth (Bayern)
  - SG Haitz (Hessen)

## Bisherige Meister
- 2001: SC Freiburg
- 2002: 1. FC Nürnberg
- 2003: SC Sand
- 2004: TSV Crailsheim
- 2005–2007: nicht ausgetragen
- 2008: FV Löchgau
- 2009: FC Bayern München II
- 2010: TSG 1899 Hoffenheim
- 2011: ETSV Würzburg
- 2012: SC Sand
- 2013: SV 67 Weinberg
- 2014: TSG 1899 Hoffenheim II
- 2015: Eintracht Wetzlar
- 2016: SC Sand II
- 2017: SC Freiburg II
- 2018: Eintracht Frankfurt
- 2019: FC Ingolstadt 04
- 2020: SC Freiburg II
- 2021: Saison abgebrochen 1
- 2022: SC Freiburg II
- 2023: SV 67 Weinberg
- 2024: SC Freiburg II
- 2025: VfB Stuttgart

## Rekorde
Stand: Juni 2023
- Meiste Siege: Der SV 67 Weinberg konnte in der Saison 2022/23 insgesamt 21 Mal in 24 Spielen den Platz als Sieger verlassen.
- Wenigste Siege: Der VfL Ehingen (2001/02) und der ASV Hagsfeld (2010/11) blieben sieglos.                                                                                                                                Der TSV Crailsheim blieb in der Saison 2021/22 sieglos, jedoch bei lediglich 16 Saisonspielen.
- Meiste Unentschieden: Der SV Frauenbiburg spielte in der Saison 2018/19 zehnmal Unentschieden.
- Wenigste Unentschieden: Die Eintracht Wetzlar (2014/15) und der SC Opel Rüsselsheim (2015/16) spielten jeweils über eine komplette Saison nicht einmal unentschieden. Den Kickers Offenbach, dem SC Sand II und dem SV Gläserzell gelang dies in der Saison 2021/22 ebenfalls; jedoch bei lediglich 14 Saisonspielen.
- Meiste Niederlagen: Die dritte Mannschaft des 1. FFC Frankfurt verlor 18 seiner 22 Spiele in der Saison 2014/15.
- Wenigste Niederlagen: Der SC Sand blieb in der Saison (2002/03) in 22 Ligaspielen ungeschlagen
- Erst 20 Jahre später konnte der SV 67 Weinberg in der gesamten Saison (2022/23) ebenfalls unbesiegt bleiben und das sogar über 24 Spieltage.
- Meiste Tore geschossen: Mit 73 Treffern war der SC Sand II (2017/18) die torhungrigste Mannschaft.
- Wenigste Tore geschossen: Der 1. FC Nürnberg (2002/03) und der TSV Pfersee Augsburg (2008/09) erzielten lediglich 9 Tore.                                                                                         Der TSV Crailsheim erzielte in der Saison 2021/22 ebenfalls nur 9 Tore, jedoch in nur 16 Saisonspielen, sodass ein höherer Schnitt von Toren pro Spiel vorliegt.
- Meiste Gegentore: Mit 79 Gegentoren hält der VfL Ehingen den Rekord (2000/01).
- Wenigste Gegentore: In der Saison 2002/03 kassierten der TSV Crailsheim und der SC Sand jeweils neun Gegentore.

## Alle Teilnehmer der Regionalliga Süd
| Verein                  | Zeitraum                                          | Bemerkung                                                                                 |
| ----------------------- | ------------------------------------------------- | ----------------------------------------------------------------------------------------- |
| SV Alberweiler          | 2017–2023                                         | Rückzug 2023                                                                              |
| DFC Allendorf/Eder      | 2002–2003                                         |                                                                                           |
| TSV Pfersee Augsburg    | 2008–2009                                         |                                                                                           |
| TSV Schwaben Augsburg   | 2007–2009, 2011–2018, 2024–2025                   |                                                                                           |
| TSV Jahn Calden         | 2000–2001, 2003–2004, 2007–2017, 2018–            | Rückzug 2001                                                                              |
| TSV Crailsheim          | 2000–2004, 2017–2022                              | Meister 2004                                                                              |
| TV Derendingen          | 2014–2016                                         |                                                                                           |
| SC Dortelweil           | 2023–2024                                         |                                                                                           |
| RSV Drosendorf          | 2000–2004                                         |                                                                                           |
| VfL Ehingen             | 2000–2002                                         |                                                                                           |
| FC Forstern             | 2018–2022                                         |                                                                                           |
| 1. FFC Frankfurt II     | 2000–2004                                         |                                                                                           |
| 1. FFC Frankfurt III    | 2014–2015                                         |                                                                                           |
| Eintracht Frankfurt III | 2012–2016, 2017–                                  | Meister 2018, erste Mannschaft bis 2020                                                   |
| SV Frauenbiburg         | 2015–2019, 2021–2023                              |                                                                                           |
| SC Freiburg             | 2000–2001                                         | Meister 2001                                                                              |
| SC Freiburg II          | 2010–2013, 2016–2017, 2018–2022, 2023–2024, 2025– | Meister 2017, 2020, 2022, 2024                                                            |
| SpVgg Greuther Fürth    | 2017–2018, 2025−                                  |                                                                                           |
| SV Gläserzell           | 2013–2014, 2021–2022                              |                                                                                           |
| ASV Hagsfeld            | 2010–2011                                         |                                                                                           |
| SG Haitz                | 2025–                                             |                                                                                           |
| Hegauer FV              | 2007–2008, 2011–2017, 2018–2020                   | Rückzug 2020                                                                              |
| SV Hegnach              | 2021–2025                                         |                                                                                           |
| VfL Herrenberg          | 2022–2023, 2025−                                  |                                                                                           |
| 1. FFC Hof              | 2022–2025                                         |                                                                                           |
| TSG 1899 Hoffenheim     | 2009–2010                                         |                                                                                           |
| TSG 1899 Hoffenheim II  | 2012–2014, 2024–                                  | Meister 2014                                                                              |
| FC Ingolstadt 04        | 2014–2019                                         |                                                                                           |
| TGM SV Jügesheim        | 2007–2008                                         |                                                                                           |
| SV Jungingen            | 2002–2004                                         |                                                                                           |
| Karlsruher SC           | 2007–2010, 2012–2013, 2020–                       |                                                                                           |
| VfR 07 Limburg          | 2001–2002                                         |                                                                                           |
| FV Löchgau              | 2007–2008, 2012–2018                              | Meister 2008                                                                              |
| FC Memmingen            | 2012–2014                                         |                                                                                           |
| Bayern München II       | 2002–2003, 2007–2009                              | Meister 2009                                                                              |
| FFC Wacker München      | 2003–2004, 2010–2019, 2020–                       |                                                                                           |
| TSG Neu-Isenburg        | 2019–2021                                         | Rückzug 2021                                                                              |
| TSV Neuenstein          | 2023–2024                                         |                                                                                           |
| 1. FC Nürnberg          | 2000–2003, 2009–2011, 2013–2021                   | Meister 2002, Abstieg als amtierender Meister 2003                                        |
| SV Oberteuringen        | 2000–2001                                         | Rückzug 2001                                                                              |
| VfB Obertürkheim        | 2019–2022                                         |                                                                                           |
| Kickers Offenbach       | 2020–                                             |                                                                                           |
| Germania Pfungstadt     | 2010–2011                                         |                                                                                           |
| SC Regensburg           | 2008–2010, 2016–2019                              |                                                                                           |
| RSV Roßdorf             | 2008–2012                                         |                                                                                           |
| SC Opel Rüsselsheim     | 2015–2016, 2022–2023                              |                                                                                           |
| SC Sand                 | 2000–2004, 2011–2012                              | Meister 2003, 2012                                                                        |
| SC Sand II              | 2015–2016, 2017–2022, 2024–                       | Meister 2016                                                                              |
| FSV Schwarzbach         | 2000–2001                                         | Rückzug 2001                                                                              |
| Eintracht Seekirch      | 2001–2004, 2009–2010                              |                                                                                           |
| VfL Sindelfingen        | 2003–2004, 2018–2019                              | Ausgliederung des Frauenfußballs 2017 als VfL Sindelfingen Ladies                         |
| VfL Sindelfingen II     | 2007–2011, 2013–2015                              |                                                                                           |
| VfB Stuttgart           | 2024–2025                                         | Meister 2025                                                                              |
| TSV Tettnang            | 2001–2004                                         |                                                                                           |
| TSV Uengershausen       | 2001–2002                                         | 2008-: ETSV Würzburg; Meister 2011                                                        |
| SV 67 Weinberg          | 2007–2013, 2019–2023, 2025–                       | Meister 2013, 2023                                                                        |
| Eintracht Wetzlar       | 2011–2015                                         | Meister 2015, Ausgliederung des Frauenfußballs 2015 in die Neugründung FSV Hessen Wetzlar |
| FSV Hessen Wetzlar II   | 2016–2017, 2019–                                  | Neugründung 2015, Übernahme aller Frauenfußballabteilungen der Eintracht Wetzlar          |
| Germania Wiesbaden      | 2007–2008, 2009–2011                              |                                                                                           |
| ETSV Würzburg           | 2010–2011, 2016–2018                              | -2008: TSV Uengershausen; ab 2018: Würzburg Dragons                                       |
| Würzburg Dragons        | 2019–2020                                         | -2020: Würzburger Kickers                                                                 |
| Würzburger Kickers      | 2021–2022, 2023–2024                              |                                                                                           |